# C1orf186
C1orf186 (англ. Chromosome 1 open reading frame 186) – білок, який кодується однойменним геном, розташованим у людей на 1-й хромосомі. Довжина поліпептидного ланцюга білка становить 172 амінокислот, а молекулярна маса — 19 405.
| 10         |  | 20         |  | 30         |  | 40         |  | 50         |
| ---------- |  | ---------- |  | ---------- |  | ---------- |  | ---------- |
| MLTEVMEVWH |  | GLVIAVVSLF |  | LQACFLTAIN |  | YLLSRHMAHK |  | SEQILKAASL |
| QVPRPSPGHH |  | HPPAVKEMKE |  | TQTERDIPMS |  | DSLYRHDSDT |  | PSDSLDSSCS |
| SPPACQATED |  | VDYTQVVFSD |  | PGELKNDSPL |  | DYENIKEITD |  | YVNVNPERHK |
| PSFWYFVNPA |  | LSEPAEYDQV |  | AM         |  |            |  |            |

A: Аланін

C: Цистеїн

D: Аспарагінова кислота

E: Глутамінова кислота

F: Фенілаланін

G: Гліцин

H: Гістидин

I: Ізолейцин

K: Лізин

L: Лейцин

M: Метіонін

N: Аспарагін

P: Пролін

Q: Глутамін

R: Аргінін

S: Серин

T: Треонін

V: Валін

W: Триптофан

Локалізований у мембрані.